# 지브리 파크

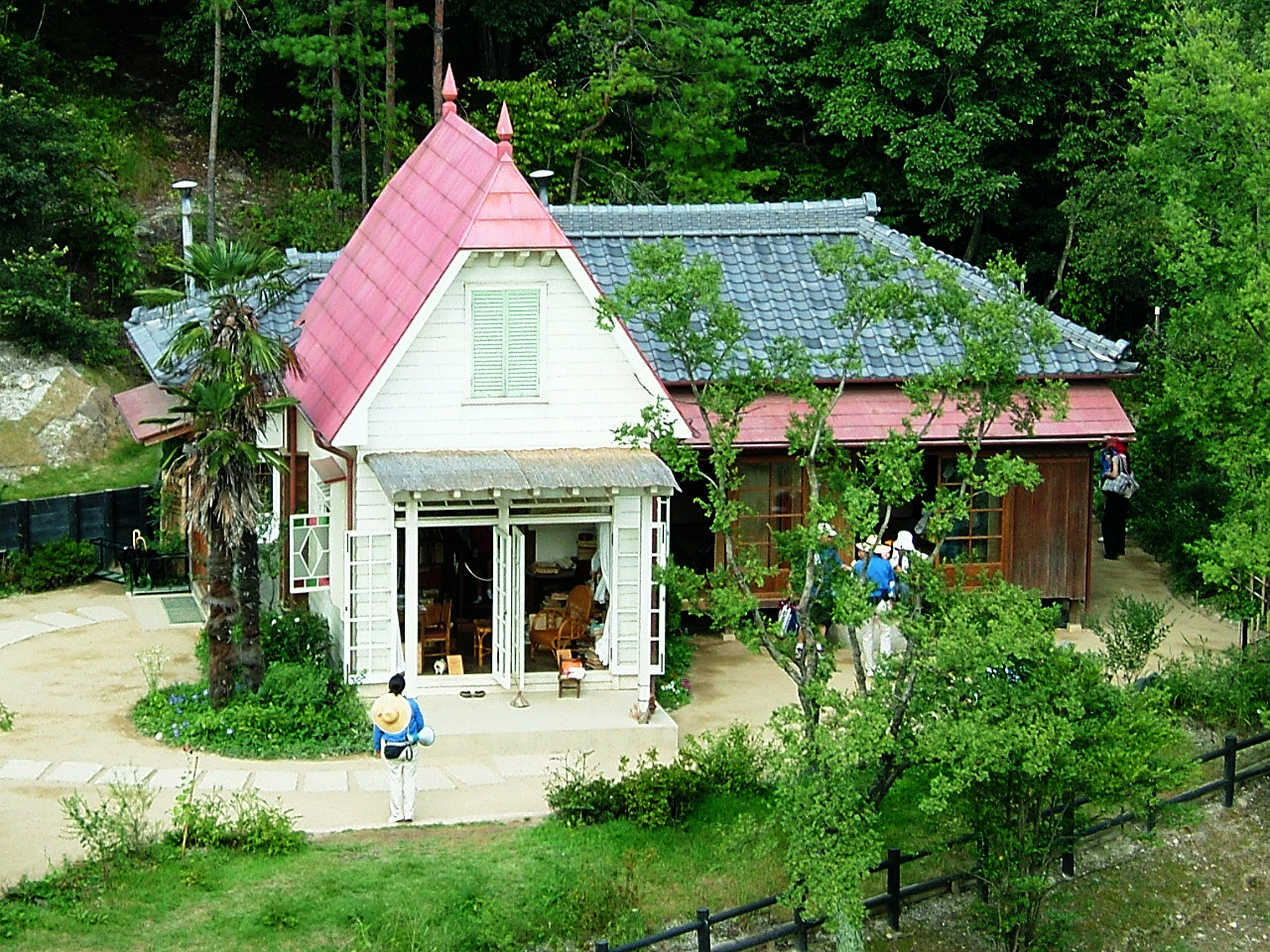
이웃집 토토로의 레플리카 하우스

지브리 파크(ジブリパーク)는 일본 아이치현 나가쿠테시에 있는 테마 파크이다. 2022년 11월 1일에 개장했으며 스튜디오 지브리에서 제작한 여러 영화를 바탕으로 한 볼거리를 제공한다. 2017년에 처음 발표되었으며 2020년에 착공하여 2005 아이치 기념 공원 내에 있다. 공원 입구에 있는 철도역인 아이치큐하쿠키넨코엔 역이 주로 이용할 수 있다. 공원을 위한 전용 주차장이 없기 때문에 이곳은 주요 접근 장소이다. 공원이 완전히 완공되면 공원 면적은 7.1ha(18에이커)에 이를 것이다. 

## 같이 보기
- 미타카의 숲 지브리 미술관